# Pražský pogrom o Velikonocích 1389
Pogrom o Velikonocích 1389 či též Krvavé Velikonoce byl masivní protižidovský pogrom, který se udál během Velikonočních svátků 18. dubna 1389 na Starém Městě pražském. Pod záminkou znesvěcení křesťanských symbolů nesených v průvodu došlo k vydrancování pražského ghetta a k zavraždění zhruba 750 lidí, tedy téměř celé židovské komunity v Praze. Jednalo se tak o jeden z nejhorších pogromů, který se v Českých zemích ve středověku udál.

## Průběh
K události došlo na Starém městě pražském o Velikonocích roku 1389, za nepřítomnosti krále Václava IV. v Praze, který tou dobou pobýval na říšských jednáních v Chebu. Králova politika vůči právně segregované židovské menšině byla nestálá a vypočítavá. Během středověku tak v českých zemích došlo k řadě pogromů, mj. roku 1350 v Chebu, obdobně jako v jiných evropských zemích.
K prudké eskalaci protižidovských nálad došlo o Velikonocích roku 1389. Údajnou záminku představoval incident z 18. dubna, který připadal na Zelený čtvrtek, při kterém měl být židovským chlapcem znesvěcen (shozen k zemi) kříž nesený křesťany v průvodu. Jisté zdroje tvrdí, že se průvod pokoušel dostat či se dostal za bránu židovského města, ve kterém žila malá část chudších křesťanů, což však odporovalo pravidlům židovského ghetta. Židé si toho dne zároveň připomínali poslední den svátku Pesach. 
Pobouřený dav minimálně několika set křesťanů se shromáždil při Staroměstské radnici na Staroměstském náměstí, kde se u městského rychtáře dožadoval potrestání viníků. Několik židovských mladíků bylo skutečně zadrženo a uvězněno na radnici, rozbouřený dav se však nerozešel a naopak volal po dalších akcích. Poté, co se staroměstským konšelům nepodařilo situaci uklidnit, vydal se improvizovaně ozbrojený dav, složený především z řad městské chudiny do pražského ghetta a rozpoutal násilný masakr. Židé byli vražděni bez rozdílu pohlaví či věku v domech i na ulicích. Velká část z nich se pokoušela ukrýt uvnitř Staronové synagogy, Pražané však vpadli i tam a vraždili též v útrobách svatyně. Obě synagogy na území ghetta pak vypálili. Židovské město bylo následně vypáleno, jeho zbylí obyvatelé uprchli. 

## Důsledky
Po zprávách o pražských velikonočních bouřích se král Václav vydal urychleně do Prahy. Nařídil navrátit veškerý majetek ukradený během rabování, jelikož však byla téměř naprostá většina původních majitelů po smrti, propadl tento majetek královské pokladnici. Nejsou přímé záznamy o tom, že by král událost hlouběji vyšetřoval či uděloval tresty.
Pražské židovské město se pak pracně obnovovalo v dalších desetiletích a staletích. I v 15. a 16. století se zde však uskutečnilo několik pogromů, opakovaně byli Židé také vykázáni ze země. Velký rozvoj ghetta nastal až za vlády císaře Rudolfa II., který byl vázán půjčkami od židovských bankéřů. 

## Památky pogromu
Stěny posléze obnovené Staronové synagogy měly nést stopy po krvi obětí až do roku 1618, kdy byla synagoga opravena, což připomínají hebrejské nápisy na severní a jižní stěně hlavního sálu synagogy.
Pogrom jako malý chlapec zažil také učenec a pozdější pražský rabín Avigdor Kara, jemuž během masakru zahynul mj. otec. Na paměť tohoto pogromu napsal slavnou elegii Et kol ha-tela’a („Všechno to neštěstí“ nebo „protivenství“), která se čte vždy ve Staronové synagoze na Jom kipur. Jeho náhrobek z roku 1439 je nejstarším dochovaným náhrobkem na staroměstském židovském hřbitově. 
Očitým svědkem událostí byl také křesťanský učenec Matěj z Lehnice, tehdy student Univerzity Karlovy. Jeho záznam události má silně antisemitský charakter.